# Septeto habanero
Septeto habanero es un ciclo narrativo escrito por el cubano Reinaldo Montero. Esta saga de siete libros, lo componen hasta ahora los volúmenes Fabriles, Donjuanes y Misiones, y es de esperar que se sumen los otros cuatro que restan. Hasta ahora, cada libro ha sido suficiente en sí mismo, pero a la vez mantienen estrecha relación con el conjunto.

## Fabriles(Septeto habanero volumen I)
Fabriles (1988) es un libro a horcajadas entre la novela y un conjunto de cuentos. Se trata de historias articuladas con estrategia de novela, y a la vez su piezas pueden leerse de manera aislada. Visto desde otro ángulo, Fabriles es como una novela segmentada, o cuentinovela si se quiere, donde se recrean situaciones y personajes variopintos, en especial Ángel. 

## Donjuanes(Septeto habanero volumen II)
Donjuanes (1986) es también un libro de cuentos articulados, o novela segmentada, o cuentinovela, donde con desenfado, humor se desarrollan peripecias contemporánes dentro de un tema que tiene cuatro siglos de prestigio literario, y donde siempre se halla lo demoníaco asociado al tópico de la culpa. Ganó el premio "Casa de Las Américas" en 1986. 

## Misiones(Septeto habanero volumen III)
Misiones (2001) es como una novela de aprendizaje. Cuenta una historia de amor y la preparación de un crimen perfecto. Trata temas históricos y personajes de historicidad probada. Pero no hay reconstrucciones históricas. La anécdota que vertebra Misiones es de una parte la preparación de un crimen perfecto pensado por el adolescente que fue Ángel, y de otra la indagación de las motivaciones por el adulto que Ángel es. Esta obra es poco menos que inclasificable, y da una impresión de totalidad. Con Misiones, Septeto Habanero parece etrar en una etapa diferente, y establecer una pauta nueva para las entregas que le sucedan.